# جبل ديسأبوينتمت
هو جبل يقع على النهاية الجنوبية لسلسلة جبال الفاصل الكبير المدى، على بعد 30 كيلو مترا شمال ملبورن عاصمة ولاية فكتوريا، أستراليا. سمي من قبل مكتشفيه هاميلتون هيو وويليام هوفيل عام 1824، ويعتبر الآن من أشهر مواقع تسلق الجبال في المنطقة حيث يبلغ ارتفاعه 800 متر (2,600) قدم 

## تاريخيا
وقد عرف عن السكان الأصليين لاستراليا أنهم قد سكنوا في هذا الجبل، فقد وجدت أسلحة حجرية بالقرب من تقاطع هضبة دراغ وجداول صنداي. 
كان المكتشفان البريطانيان هيوم وهوفيل يأملون في رؤية خليج بورت فيليب بعد الجهد المضني الذي بذلوه في تسلق القمة ,
وفي عام 1870 بدأ المستوطنون الأستراليون بأعمال التنقيب عن الذهب، وفي عام 1880 بدأت شركة أخشاب أسترالية بأعمال تقطيع الخشب والنشارة هناك. وبسبب تدفق العمال أقيمت قرية صغيرة في كلونبيناني، وأنشئت شبكة ترامواي لنقل حمولات الخشب. 
وبحلول العام 1890، كانت الشركة تنتج حوالي 800 شجرة من أشجار (الماونتن آش) في الشهر. 

## غابة جبل خيبة الامل
جبل خيبة الأمل هو واحد من  أكثر مناطق الغابات التي يمكن الوصول إليها في ملبورن، مع العديد من الأنشطة الترفيهية المتاحة بما في ذلك 40 كم (25 ميل)  جولة في الغابات على مختلف المسارات  ومنطقة نزهة ومواقع التخييم. تتم إدارة الغابات من قبل وزارة فيكتوريا للاستدامة والبيئة